# Do Revenge
Do Revenge è un film del 2022 diretto da Jennifer Kaytin Robinson.
La sceneggiatura della pellicola, firmata a quattro mani dalla stessa Robinson e Celeste Ballard, è liberamente tratta dal film L'altro uomo di Alfred Hitchcock (1951).

## Trama
Drea è una studentessa popolare che frequenta la Rosehill Country Day High School, una scuola privata d'élite a Miami, con una borsa di studio. Drea, una "sociopatica connivente ed egoista" che usa le persone per ottenere ciò che vuole, diventa un'emarginata sociale dopo che un video intimo che ha inviato al suo altrettanto popolare fidanzato, Max, è trapelato online. Max afferma di essere stato violato, ma Drea incolpa Max per la pubblicazione del video e si lasciano.
Quell'estate, Drea lavora in un campo da tennis dove incontra Eleanor, una ragazza timida di origini benestanti che si trasferirà a Rosehill a settembre. Eleanor racconta a Drea di essere diventata un'emarginata anche quando si è diffusa una falsa voce secondo cui aveva baciato con la forza Carissa, un'altra studentessa di Rosehill, in un campo estivo anni prima.
Rendendosi conto che non otterranno giustizia da sole, le due pianificano di vendicarsi l'una del nemico dell'altra: Drea su Carissa ed Eleanor su Max. Dopo un restyling, Eleanor si infiltra lentamente nella vecchia cricca di studenti popolari di Drea, mentre Drea cerca di avvicinarsi a Carissa lavorando nella fattoria della scuola, facendo anche amicizia con Russ, uno studente impopolare e amico di Carissa.
Eleanor viene invitata a una festa organizzata da Max, dove scopre che lui tradisce la sua nuova ragazza, Tara, l'ex migliore amica di Drea. Drea ruba le chiavi di Carissa della serra chiusa a chiave della fattoria, trovando la marijuana e i funghi magici che Carissa sta immagazzinando.
Alla cerimonia del Senior Ring della scuola, Drea mette la droga della serra nella cena dei compagni di classe in modo da poter rubare il telefono di Max e ottenere prove delle sue malefatte. Informa in modo anonimo il preside della serra, facendo espellere Carissa e mandarla in riabilitazione. Mentre cercano tra gli SMS di Max, Drea ed Eleanor trovano foto e messaggi di altre ragazze a scuola che risalgono ad anni fa.
Durante un'assemblea scolastica, Eleanor condivide i testi di Max con l'intero corpo studentesco, ma Max e Tara poi fingono di essere una coppia poliamorosa , che a sua volta diventa l'ultima tendenza della scuola. Drea va in spirale dopo essere stata rifiutata dalla scuola dei suoi sogni, Yale , ed escogita un nuovo piano per distruggere tutti i suoi famosi ex amici all'imminente festa di ammissione, a cui possono partecipare solo quelli accettati dalle scuole della Ivy League .
Eleanor si gode la sua nuova popolarità e i vecchi amici di Drea, iniziando una relazione con la sorella gemella di Max, Gabbi. Quando Max e i suoi amici sorprendono Eleanor per il suo compleanno, Drea interrompe la festa e quasi mette a repentaglio il loro piano di vendetta. Litigano, prendendo strade separate dopo che Eleanor afferma che non ci sono prove che Max abbia fatto trapelare il video di Drea. Gabbi lo sente e rompe con Eleanor per essersi schierata dalla parte di Max.
Drea, in cerca di sporco su Eleanor, fa visita a Carissa presso la struttura di riabilitazione. Carissa rivela che Eleanor è in realtà "Nosey" Nora Cutler, una ragazza con cui sono andati al campo estivo. È stata Drea a denunciare Nora e a diffondere la voce, un evento che aveva egoisticamente dimenticato, che ha spinto Eleanor a cambiare nome e sottoporsi a una rinoplastica . Drea affronta Eleanor, che rivela di averla sempre presa in giro, con l'obiettivo di causare lo stesso dolore che ha sopportato a causa delle voci. Eleanor minaccia di incastrare la madre di Drea, un'infermiera, per possesso di droga se si rifiuta di smascherare i suoi vecchi amici alla festa di ammissione. Eleanor T-bones l'auto di Drea, mandandola in ospedale, per creare una storia strappalacrime che faccia guadagnare a Drea l'accesso alla festa di ammissione.
Durante la festa, Drea rivela che Eleanor è "Nosey Nora" a Max e ai suoi amici, ma se ne rammarica immediatamente e si scusa con Eleanor per essere una sociopatica. La loro riconciliazione emotiva viene interrotta quando Max confessa di aver pubblicato il video di Drea, poiché riteneva che il suo comportamento egoistico fosse un rischio per la sua stessa sociopatia. Eleanor filma segretamente la confessione, condividendo rapidamente il video alla festa, mettendo tutti contro Max.
Di conseguenza, Max viene espulso da Rosehill e il suo posto a Yale viene offerto a Drea, che lo rifiuta. C'è redenzione per tutti, mentre Drea si scusa con Russ e si baciano, Eleanor si riconcilia con Gabbi e Max si unisce a un gruppo di supporto per affrontare la sua mascolinità tossica .

## Produzione

### Sviluppo
Il 14 ottobre 2020 è stato annunciato che Netflix avrebbe prodotto un film intitolato Strangers e liberamente ispirato a L'altro uomo (Stangers on a Train) di Hitchcock. Il mese successivo Camila Mendes e Maya Hawke si sono unite al cast nel ruolo delle due protagoniste.

### Riprese
Le riprese principali si sono svolte a Los Angeles e sono terminate nell'agosto 2021.

## Colonna sonora
La colonna sonora è stata curata da Este Haim ed Amanda Yamate e include un remix della canzone Dead To Me di Chloe Adams.

## Promozione
Il primo trailer è stato pubblicato il 9 agosto 2022.

## Distribuzione
Do Revenge è stato reso disponibile sulla piattaforma Netflix il 16 settembre 2022.